# Europeiska inomhusmästerskapen i friidrott 2023 – Damernas stavhopp
Damernas stavhopp vid europeiska inomhusmästerskapen i friidrott 2023 avgjordes mellan den 3 och 4 mars 2023 på Ataköy Athletics Arena i Istanbul i Turkiet.

## Medaljörer
| Guld                | Silver               | Brons                     |
| Wilma Murto Finland | Tina Šutej Slovenien | Amálie Švábíková Tjeckien |

## Rekord
| Innan tävlingens start fanns följande rekord | Innan tävlingens start fanns följande rekord | Innan tävlingens start fanns följande rekord | Innan tävlingens start fanns följande rekord | Innan tävlingens start fanns följande rekord |
| -------------------------------------------- | -------------------------------------------- | -------------------------------------------- | -------------------------------------------- | -------------------------------------------- |
| Världsrekord                                 | Jenn Suhr (USA)                              | 5,02                                         | Albuquerque, USA                             | 2 mars 2013                                  |
| Europeiskt rekord                            | Jelena Isinbajeva (RUS)                      | 5,01                                         | Stockholm, Sverige                           | 23 februari 2012                             |
| Mästerskapsrekord                            | Jelena Isinbajeva (RUS)                      | 4,90                                         | Madrid, Spanien                              | 6 mars 2005                                  |
| Världsårsbästa                               | Katie Moon (USA)                             | 4,83                                         | Liévin, Frankrike                            | 15 februari 2023                             |
| Europaårsbästa                               | Tina Šutej (SLO)                             | 4,82                                         | Ostrava, Tjeckien                            | 2 februari 2023                              |

## Program
Alla tider är lokal tid (UTC+03:00).
| Datum  | Tid   | Omgång |
| ------ | ----- | ------ |
| 3 mars | 9:15  | Kval   |
| 4 mars | 19:05 | Final  |

## Resultat

### Kval
Kvalregler: Hopp på minst 4,65 meter 0Q0 eller de 8 friidrottare med högst hopp 0q0 gick vidare till finalen.
| Placering | Namn                   | Nationalitet | 4,10 | 4,30 | 4,45 | 4,55 | Resultat | Noteringar |
| --------- | ---------------------- | ------------ | ---- | ---- | ---- | ---- | -------- | ---------- |
| 1         | Wilma Murto            | Finland      | –    | o    | o    | o    | 4,55     | 0q0        |
| 1         | Tina Šutej             | Slovenien    | –    | –    | o    | o    | 4,55     | 0q0        |
| 3         | Ekaterini Stefanidi    | Grekland     | –    | –    | xo   | o    | 4,55     | 0q0        |
| 4         | Michaela Meijer        | Sverige      | xo   | xo   | xxo  | o    | 4,55     | 0q0, 0SB0  |
| 5         | Margot Chevrier        | Frankrike    | –    | –    | o    | xxo  | 4,55     | 0q0        |
| 6         | Angelica Moser         | Schweiz      | –    | xo   | o    | xxo  | 4,55     | 0q0        |
| 7         | Roberta Bruni          | Italien      | o    | o    | o    | xx–  | 4,45     | 0q0        |
| 7         | Amálie Švábíková       | Tjeckien     | –    | –    | o    | xx–  | 4,45     | 0q0        |
| 9         | Elisa Molinarolo       | Italien      | o    | xo   | o    | xxx  | 4,45     |            |
| 10        | Ninon Chapelle         | Frankrike    | –    | o    | xo   | xxx  | 4,45     | 0=SB0      |
| 10        | Elina Lampela          | Finland      | o    | o    | xo   | xxx  | 4,45     |            |
| 12        | Lene Onsrud Retzius    | Norge        | xo   | o    | xo   | xxx  | 4,45     | 0SB0       |
| 13        | Caroline Bonde Holm    | Danmark      | o    | o    | xxo  | xxx  | 4,45     | 0SB0       |
| 14        | Yana Hladiychuk        | Ukraina      | o    | o    | xxx  |      | 4,30     |            |
| 15        | Nikoleta Kyriakopoulou | Grekland     | xo   | o    | xxx  |      | 4,30     |            |
| 16        | Marie-Julie Bonnin     | Frankrike    | –    | xo   | xxx  |      | 4,30     |            |
| 16        | Anjuli Knäsche         | Tyskland     | o    | xo   | xxx  |      | 4,30     |            |
| 18        | Hanga Klekner          | Ungern       | o    | xxx  |      |      | 4,10     |            |
| 19        | Buse Arıkazan          | Turkiet      | xxo  | xxx  |      |      | 4,10     |            |

### Final
Finalen startade klockan 19:03.
| Placering | Namn                | Nationalitet | 4,25 | 4,45 | 4,60 | 4,70 | 4,75 | 4,80 | 4,85 | 4,91 | Resultat | Noteringar |
| --------- | ------------------- | ------------ | ---- | ---- | ---- | ---- | ---- | ---- | ---- | ---- | -------- | ---------- |
| 1         | Wilma Murto         | Finland      | –    | o    | o    | o    | xxo  | o    | x–   | xx   | 4,80     | 0NR0       |
| 2         | Tina Šutej          | Slovenien    | –    | o    | xo   | xo   | xo   | x–   | xx   |      | 4,75     |            |
| 3         | Amálie Švábíková    | Tjeckien     | o    | o    | o    | xxo  | xxx  |      |      |      | 4,70     |            |
| 4         | Ekaterini Stefanidi | Grekland     | –    | o    | o    | xxx  |      |      |      |      | 4,60     |            |
| 5         | Margot Chevrier     | Frankrike    | –    | o    | xo   | xxx  |      |      |      |      | 4,60     |            |
| 6         | Angelica Moser      | Schweiz      | xxo  | o    | xxx  |      |      |      |      |      | 4,45     |            |
| 7         | Michaela Meijer     | Sverige      | xxo  | xxo  | xxx  |      |      |      |      |      | 4,45     |            |
| 8         | Roberta Bruni       | Italien      | o    | xxx  |      |      |      |      |      |      | 4,25     |            |